# 甲烷化
甲烷化（英語：methanation）是將一氧化碳和二氧化碳等碳氧化物（COx）轉化為甲烷的氫化過程。碳氧化物之甲烷化为保羅·薩巴捷和讓-巴蒂斯特·森登斯等人於1902年首次提出。
碳氧化物之甲烷化有許多應用。它被應用於去除化學程序氣體中的碳氧化物；近期也被電池製造者提出可應用在可攜式燃料電池領域中，用以替代PROX。
自從1970年代開始，便提出將甲烷化做為生產合成天然氣方法。近期以來，甲烷化被認為是一種儲能方法，可藉由電轉氣系統將來自太陽能或風能等之電力儲存至現有的天然氣儲運系統中。